# Molophilus subiratus
Molophilus subiratus är en tvåvingeart som beskrevs av Alexander 1947. Molophilus subiratus ingår i släktet Molophilus och familjen småharkrankar. Inga underarter finns listade i Catalogue of Life.